# Federação Paranaense de Pugilismo
A Federação Paranaense de Boxe ou Pugilismo, é orgão esportivo que rege o Boxe no estado do Paraná, está ligado a Confederação Brasileira de Boxe, em âmbito de competições amadoras e profissionais.
A  Federação Paranaense de Pugilismo, situada na cidade de Londrina no Parana, é a responsável por difundir, administrar e  regulamentar o boxe tanto Olimpico (amador) quanto Profissional no Estado, é a unica Federação paranaense filiada à Confederação Brasileira de Boxe portanto a unica federação autorizada e legalizada do Estado do Paraná.